# 陆佃
陆佃（1042年—1102年），字农师，号陶山，越州山阴人。

## 生平
生于庆历二年（1042年），自幼家贫，好学，晚上靠月光读书，传为美谈，曾在金陵“受经于王安石”。熙宁三年（1070年）进士，授蔡州推官、国子监直讲，歷官中书舍人、给事中。王安石變法時，他说是“法非不善，但推进不能如初意，还会扰民，如青苗是也”，王安石以陆佃不附已，“专付之经术，不复咨以政”。王安石去世時，“佃率诸生供佛，哭而祭之”，迁礼部侍郎，修《神宗实录》。在修订过程中，陆佃和范祖禹、黄庭坚意见分歧。黄庭坚对陆佃说：“如公言，盖佞史也。”陆佃则说：“如君言，岂非谤书乎？”在江宁府时，又“即往祭安石墓”。卒于徽宗崇宁元年（1102年）。

## 著作
著有《埤雅》、《礼象》、《春秋后传》等。

## 家族
子陸宰，孙陆游。

## 延伸阅读
[在维基数据编辑]
 《宋史·卷343》，出自脱脱《宋史》